# لويز هولاند
لويز هولاند (بالإنجليزية: Louise Adams Holland)‏ هي باحثة في تاريخ العصور الكلاسيكية أمريكية، ولدت في 3 يوليو 1893 في بروكلين في الولايات المتحدة، وتوفيت في 21 يونيو 1990 في فيلادلفيا في الولايات المتحدة.